# حنا جنود الله من دون الوطن
حنّا جنود الله من دون الوطن هي أغنية وطنية سعودية، من كلمات سعود بن عبد الله، وغناء محمد عبده، الأغنية صدرت في أثناء حرب الخليج الثانية واحتلال العراق للكويت.